# 阿部高大
阿部 高大（あべ たかお、1972年5月11日 - ）は、日本の現代アート作家。東京都大田区生まれ。
1995年3月、オハイオ州リオグランデ大学中退（美術専攻）。2008年より現代アート作家としてモダンアートを正式に発表。2009年度第34回國美芸術展東京都知事賞（石原慎太郎賞）・2009年 名誉総裁特別賞（森喜朗）を受賞。2013年までは学校法人東京デザイナー学院非常勤講師を務める。ART STAGE SINGAPORE 2017（2017年1月12日 - 1月15日開催）に参加。スイスのプライベートバンクの日本法人であるロンバーオディエ信託株式会社に、2014年から2016年まで常設展示していた。

## 人物
雨の日は絶対に登校をせず、小学校ではカメハメハ大王と呼ばれていた。私立錦城高等学校在学中、授業で席を移動しながらディスカッションする課題の時に移る席ごとに机に絵を描いていた。その後もその絵が上手く描かれているので絵は消されずに維持されていた。
当時は美術大学志望ではなかったが、美術大学志望の同級生の勧めで美術大学を志望する。その後、多摩美術大学に合格するも、祖父の「私だったらアメリカへ一度は行く」という言葉に影響を受けてオハイオ州リオグランデ大学（美術専攻）への入学を選択する。
大学在学中に恩師に「アーティストになるなら建築も勉強した方が良い」と言われ、大学のラボでは絵画や彫刻に紛れて建築の模型ばかり創っていた。ニューヨークで開催された卒業作品展でも建築の模型を美術科の卒業作品として発表している。その理由はバウハウスの考え方で、建築を学ばないとアーティストになれないと誰かから聞いたため頑なにそれを守って絵を描く傍ら建築の勉強をしていた。とりわけミッドセンチュリー（1940年代〜1960年代）のアートや建築に始まり、インテリアや家具、照明、音楽やファッションに至るまで造詣が深い。建築に興味が深まるほど、内装に飾るアートの重要さに気づき、現代の建築に見合う現代アートが少ないことも鑑み、2008年より現代アート作家に専念する。彼のアートは無駄を極力排除した（マイナスの美）作風であり、彼独自の深層心理や宇宙、森羅万象をテーマにしている。とりわけ本質的には日本のアートであることに固執する。彼曰く「今の日本人はちょんまげなどしていないけれども、日本人の心はもっている。そういうアートを描きたい」。茶の精神にも深い影響を受けている。茶室に続く露地もあえて人の手で落ち葉を散らすなど自然の流れを乱さない日本人の心が存在しており、その美意識への尊敬から描く直線、真円は定規を使わずフリーハンドで描くことにこだわっている。キャンバスをあえて繋いでいく作風は豊臣秀吉が折りたたんで持ち運びを可能にした茶室を例にする日本の繋ぎ合わせる文化を継承している。
現在に至るまで年3回の新作個展を実施。年間100点前後の新作を創作し続けている。TAKAO A GALLERY(東京）TAKAO A GALLERY(名古屋）は阿部高大の作品を専門的に扱う現代アートギャラリーである。

## 主な展覧会
- 2009年 第34回國美芸術展東京都知事賞（石原慎太郎賞）
- 2009年 同展覧会名誉総裁特別賞（森喜朗）
- 2010年度芸術家年鑑に登録
- 2010年 初の個展(ギャラリー アガペ 銀座)
- 2012年 1月17日- 1月22日 阿部高大モダンアート展「Nirvanaへの入口」（ギャラリーノア 銀座）
- 2012年 2月6日 龍口明神社(鎌倉市腰越) 「DRAGON 8」奉納
- 2012年 8月23日- 8月28日 阿部高大モダンアート展 (銀座グレース)
- 2013年 1月25日- 2月24日 TAKAO ABE 新作展 Fuji GALLERY TOKYO
- 2013年 JADIF グループ展 世田谷美術館
- 2014年 4月1-  ロンバーオディエ信託株式会社 SATELLITE GALLERY
- 2015年 9月23日- 9月27日「茶の宇宙観展」Fuji GALLERY NAGOYA
- 2016年 2月8日- 2月14日 「SUPER CELL と THE SOUL展」Fuji GALLERY NAGOYA
- 2017年 1月12日- 1月15日 ART STAGE SINGAPORE 2017
- 2018年 11月16日- 11月22日 新作個展「BASIC ベーシック」Fuji GALLERY NAGOYA
- 2019年 10月11日- 10月31日 新作個展「人生」Fuji GALLERY NAGOYA
- 2020年 2月28日- 3月19日 新作個展「宝」Fuji GALLERY NAGOYA
- 2020年 6月21日- 7月9日 新作個展 「二つの世界-Well Being」Fuji GALLERY NAGOYA
- 2020年 11月1日- 11月19日 「秘密の未発表作品展」Fuji GALLERY NAGOYA
- 2021年 2月19日- 3月11日 新作個展「ジャポニズム」Fuji GALLERY NAGOYA
- 2021年 6月4日- 6月24日 新作個展「THE TRUE STORY〈本当にあった話〉」 Fuji GALLERY NAGOYA
- 2021年 10月22日- 11月11日 新作個展「MY POP ART!」 Fuji GALLERY NAGOYA
- 2022年 2月18日- 2月24日  新作個展「POWER」Fuji GALLERY NAGOYA
- 2022年 6月17日- 6月23日 新作個展「あの夏の日」 Fuji GALLERY NAGOYA
- 2022年 10月23日-11月11日 新作個展「SHIFT！ゴールドラッシュ」Fuji GALLERY NAGOYA
- 2023年 2月9日-3月1日 新作個展「FUTURE GALAXY EXPRESS」Fuji GALLERY NAGOYA
- 2023年 6月3日-6月22日 新作個展「TO THE NEW WORLD 新しい世界へ」Fuji GALLERY NAGOYA
- 2023年 10月3日-10月19日 新作個展「異次元世界へ」Fuji GALLERY NAGOYA
- 2024年 2月26日-3月3日 新作個展「龍宮城へ！」Fuji GALLERY NAGOYA
- 2024年 ６月21日-6月27日 新作個展「神のDNA」Fuji GALLERY NAGOYA
- 2024年 10月24日-10月31日 新作個展「太陽と鳳凰」Fuji GALLERY NAGOYA
- 2024年 12月22日-12月26日「TAKAO ABE スーパーモダン展」東京交通会館
- 2025年 2月14日-3月6日 新作個展「粋とESPRIT」TAKAO A GALLERY(東京）・TAKAO A GALLERY（名古屋）

## 奉納画
・貴布禰総本宮 貴船神社 双龍画（DRAGON 71・DRAGON 72)
・目黒不動尊(瀧泉寺)本堂双龍画(DRAGON 37・DRAGON 38)
・龍口明神社(鎌倉一の古社)五頭龍画(DRAGON 8)

## 特集
・月刊ギャラリー2023年9月号

## ラジオパーソナリティ
- アートストリーム（むさしのFM 2020年4月7日より）